# 戻橋 (映画)
『戻橋』（もどりばし）は、1929年（昭和4年）製作・公開、マキノ正博監督による日本の中篇劇映画、ディスク式トーキー、時代劇剣戟映画であり、マキノ・プロダクションの「マキノトーキー映画第一回作品」である。白黒、スタンダード。

## あらすじ
愛宕山の鬼女が夜な夜な洛中に現れ人を喰い、夜は往来の人も絶えるという有様となった。ある夜、洛中警備の柱にある源頼光の四天王の一人渡辺綱が君の使で堀川戻橋にさしかかると、扇折早百合と名乗る世にも稀なる美女が現れ、暮れて夜道の女一人、五条まで渡辺の綱に道連れになってくれと願う。綱は躊躇なく彼女と連れ立って戻橋を渡るとき、ふと水面に映る物凄い鬼女の顔を見てその正体に気づく。大立ち回りの末、鬼女に中空まで引き上げられたが、髭切丸で鬼女の片腕を見事斬り落とし、大団円となる。

## 概要
マキノプロが歌舞伎の「戻橋」に材を採って製作した活動写真。マキノ初のオール・トーキー作品であり、これは「日本初の本格トーキー作品」と呼ばれる昭和6年の『マダムと女房』（五所平之助監督）より2年早かった。
「マキノトーキー映画第一回作品発表 戻橋」と題された本作のプログラムには「解説」として、「これはマキノ発声映画第一回発声作品」であり、「オールトーキー」である旨が断られ、続いて以下の一文で締められている。
1929年（昭和4年）5月9日、東京の新宿武蔵野館でマルセル・シルヴァー監督の短篇トーキー『進軍』（Marching On）、『南国の唄』（Belle of Samoa）が公開された。この話をキネマ旬報誌の記者から聴いた牧野省三は、同2作のようなフォックス映画社のムーヴィトーン（en:Movietone sound system）ではなく、世界初のトーキーである『ジャズ・シンガー』（アラン・クロスランド監督）の採った「ヴァイタフォン」方式の研究を始めた。『ジャズ・シンガー』は日本ではまだ公開されていなかった。
当時すでに、皆川芳造が、リー・ド・フォレストが開発したフォノフィルム（en:Phonofilm）を日本で実用化していたが、上映館では活動弁士と楽隊の生演奏の全盛時代であり、設備を入れ替えるのは容易なことではなかった。牧野がヴァイタフォン的な「ディスク式トーキー」を採用したのはその理由による。本作は、東京でのトーキー日本初上映のわずか2か月以内に完成、同年7月5日に浅草・日本館を皮切りに全国公開にこぎつけ、大ヒットとなった。
牧野自身は、「ディスク式トーキー」の音響に不満足で、フォノフィルム的なトーキーの時代が来ると、本作を監督した息子のマキノ正博に語った。牧野は本格的なトーキー時代の到来を知らずに、本作公開の20日後、同月25日に他界した。皆川がミナトーキーを立ち上げるのは1933年（昭和8年）、マキノ正博がマキノトーキー製作所を設立するのは1935年（昭和10年）のことであった。

## スタッフ・作品データ
- 監督 : マキノ正博
- 原案 : マキノ省三
- 撮影 : 三木稔

- 振付 : 若柳吉兵衛
- 常磐津 : 操太夫
- 三味線 : 岸沢仲蔵
- 上調子 : 岸沢式作
- 長唄 : 杵屋連中
- 囃子 : 田中伝次社中
- 洋楽 : マキノ専属洋楽部

- 製作 : マキノ・プロダクション御室撮影所
- 上映時間（巻数） : 4巻
- フォーマット : 白黒映画 - スタンダードサイズ（1.37:1） - モノラル録音・ディスク式トーキー
- 初回興行 : 浅草・日本館

## キャスト
- 南光明 - 渡辺綱
- マキノ智子 - 早百合

- マキノ潔 - 郎党一
- マキノ正美 - 郎党二
- マキノ久夫 - 郎党三
- 嵐徳太郎 - 郎党四
- マキノ登六 - 鬼女
- 河上君栄 - 女
- 北岡よし江 - 女

## 註
1. 1 2 3 4 5 6 7 8  『映画渡世・天の巻 - マキノ雅弘自伝』、マキノ雅弘、平凡社、1977年、p.141-142.
2. ↑  Releaseinfo, The Jazz Singer - IMDb（英語）, 2009年11月5日閲覧。
3. ↑  『映画渡世・天の巻 - マキノ雅弘自伝』、p.143-148.
4. ↑  『映画渡世・天の巻 - マキノ雅弘自伝』、p.322.